# Engistoneura flavipennis
Engistoneura flavipennis är en tvåvingeart som beskrevs av Friedrich Georg Hendel 1914. Engistoneura flavipennis ingår i släktet Engistoneura och familjen bredmunsflugor.
Artens utbredningsområde är Ghana. Inga underarter finns listade i Catalogue of Life.